# Файдыш-Крандиевская, Наталия Петровна
Наталия Петровна Файдыш-Крандиевская (в замужестве Навашина, 9 сентября 1923—2018) — советская художница, автор мемуаров, член Союза художников СССР.

## Биография
Родилась 9 сентября 1923 года в Москве в семье Пётра Петровича Файдыша (архитектор) и Надежды Васильевны Крандиевской (скульптор).
Первоначально училась в средней художественной школе. Окончила в 1948 году Московский государственный художественный институт им. В. И. Сурикова в 1948 году, училась у Б. Иогансона, П. Покаржевского. Член МОССХ с 1948 года. С этого же года участвовала в выставках. Работала в жанре портрета, пейзажа и натюрморта. В 1975 и 1984 годах состоялись её персональные выставки в Москве.
Похоронена на Переделкинском кладбище.
Ее муж — Сергей Михайлович Навашин  (1924—1998), микробиолог, академик.
Сын — Петр Сергеевич Навашин (род. в 1954), врач-микробиолог, доктор наук;  Занимается изучением искусства 1910-1920-х годов. Член ассоциации искусствоведов.

## Труды
Картины Файдыш-Крандиевской находятся в Музее истории и реконструкции Москвы, в Центральном музее музыкальной культуры им. Глинки, Башкирском театральном музее, в художественных музеях Симферополя, Владивостока, а также в частных коллекциях в России и за рубежом.
Автор мемуаров «ОБЛИК ВРЕМЕНИ. Автомонография», издательство «Готика», Москва, 1997.